# سولدر
سولدر (به انگلیسی: Sauldre) رودخانهای است که در فرانسه جریان دارد.